# 콘크리트 카우보이
콘크리트 카우보이(Concrete Cowboy)는 미국에서 제작된 리키 스토브 감독의 2020년 드라마 영화이다. 이드리스 엘바 등이 주연으로 출연하였다. 토론토 국제 영화제를 통해 2010년 9월 13일 초연되었으며 2021년 4월 2일 넷플릭스를 통해 디지털 개봉하였다.

## 출연

### 주연
- 이드리스 엘바
- 케일럽 맥러플린
- 자럴 제롬
- 로레인 투세인트
- 메소드 맨